# Richard Fuchs
Pour les articles homonymes, voir Fuchs.
Richard Fuchs (né le 4 septembre 1873 à Wilsdruff et mort le 5 octobre 1938 à Francfort-sur-le-Main) est un sculpteur sur bois, homme politique et député du Reichstag.

## Biographie
Richard Fuchs, fils du maître forgeron Moritz Fuchs, étudie à la première école communautaire à Wilsdruff et, après avoir quitté l'école, l'école de formation avancée. Il apprend le métier de la sculpture sur bois pendant 3 ans et demi, voyage à travers le centre, le nord et le sud de l'Empire allemand, travaille longtemps à Hanovre, Verden, Spire et plus récemment à Strasbourg. À partir de 1898, il est membre du conseil d'administration de la section de l'Association des sculpteurs à Strasbourg.
De janvier 1903 à 1918, il est fonctionnaire (= employé) à la Caisse communale d'assurance maladie de Strasbourg. À partir de 1902, il est membre du conseil municipal de Schiltigheim, à partir de 1906 membre de l'Assemblée de district de Basse-Alsace et à partir de 1911 membre de la deuxième chambre du Parlement d'Alsace-Lorraine.
Aux élections du Reichstag en 1907, il se présente dans la 9e circonscription d'Alsace-Lorraine (Strasbourg-Campagne), mais avec 3 993 voix n'arrive que troisième derrière Daniel Blumenthal (7 022 voix) et Dionysius Will (de) (8 967 voix).
De 1912 à 1918, il est député du Reichstag pour la 9e circonscription d'Alsace-Lorraine (Strasbourg-Campagne) avec le SPD.
Après la Première Guerre mondiale et l'occupation de l'Alsace-Lorraine par la France, les nouveaux dirigeants français le convoque à une commission de triage. Il y est expulsé d'Alsace-Lorraine en 1919.
D'avril 1920 à 1933 jusqu'à l'arrivée au pouvoir des nationaux-socialistes, il est employé de l'Association centrale des employés de Francfort-sur-le-Main.